# NGC 1210
NGC 1210 是南天天炉座的一個星系（透鏡狀星系）。它的直径约为7.5万光年。距离银河系约1.79亿光年。NGC 1201和IC 1895等星系和NGC 1210位於同一區域。NGC 1210由美国天文学家奥蒙德·斯通於1885年发现。